# Pontos (græsk gud)
 For alternative betydninger, se Pontos. (Se også artikler, som begynder med Pontos)
Pontos var en havgud i den græske mytologi, hvis navn betyder hav. Han hører til de præ-olympiske guder og var søn af Gaia, med hvem han blev fader til havguderne- og gudinderne; Nereus, Thalassa, Eurybia, Forkys, Keto og Thaumas. De gamle grækere så ham så personifikationen af Middelhavet.
Pontos' stilling som guddom var aldrig af større betydning og han blev da også overgået af Okeanos, Poseidon og endda sønnen Nereus.